# 桑原楽之
桑原 楽之（くわはら やすゆき、1942年12月22日 - 2017年3月1日）は、広島県広島市白島（現中区）出身 のサッカー選手。実兄は桑原弘之。1968年メキシコシティオリンピック銅メダリスト。

## 来歴
8人兄弟で男は弘之と楽之の二人だけ。1960年代の日本サッカーのメッカ・広島に生まれ、幼少期からサッカーに親しむ。広大付属小、広大付属中学の抽選をいずれも落ちて白島小、幟町中学に進む。白島小の隣りに広島市立基町高等学校があり、5年生の時に渡辺正と佐伯博司がプレーしていて、楽之はいのまにか同校でボール拾いを始める。入学した幟町中学にはサッカー部がなかったが、桑原を中心に創部。実兄の弘之がコーチを勤めた。
1959年、3度目の正直で広大付属高校に入学。付属中学以外の中学からの入学者は、がり勉タイプと決まっていたが、楽之がサッカーに熱中するので担任がびっくりしたという逸話が残る。1年からすぐレギュラーとなり2年の時、エースフォワードとして桑田隆幸、野村尊敬、小城得達、溝手顕正、船本幸路らと全国高校サッカー選手権大会に出場して準優勝、国体は準優勝、3年時はベスト8。AFCユース選手権1961の日本代表にも小城と共に選出された。
中央大学に進学してサッカー部に入部して1年からレギュラー。1962年、小城や同郷の野村六彦、岡光龍三らと長沼健、宮本征勝、川淵三郎らを擁して天皇杯3連覇を狙った古河電工を決勝で破り中大に初優勝をもたらした。大学単独チームでの優勝は四半世紀ぶりであった。
1965年中大を卒業後、東洋工業（現マツダ）へ入社、蹴球部（のちのマツダSC、現サンフレッチェ広島F.C）に入団。日本サッカーリーグ(JSL)初年度から主力フォワードとして、実兄の弘之や共に東洋入りした小城、桑田、小沢通宏、石井義信、今西和男、松本育夫らとリーグ4連覇を含む5回の優勝と3度の天皇杯制覇に貢献した。FWとしては足の速い方ではなかったが、天性のバネと鋭い突破力を持ち ゴール前でアクロバティックなプレーを得意とするセンターフォワード(CF)だった。また浮き球の処理も上手かった。JSL初年度で最大のライバルだった八幡製鉄との一回戦、試合終了30秒前に劇的ゴールを挙げ、引き分けに持ち込んだ殊勲者でもある。東洋工業では94試合に出場して53得点、21アシストを記録した。
1966年7月のドネツク選抜戦でサッカー日本代表として初出場。1968年のメキシコシティ五輪の日本代表にも選出され、1次リーグ2戦目の対ブラジル戦では、ブラジルのセンターバックが巨漢のため、釜本邦茂をHBに下げヘディングの強い桑原がFWとして先発出場、桑原が競り合ってこぼれ球を釜本が狙うという作戦を取った。
2017年3月1日12時20分、広島市内の病院で肺炎のため死去。

## 所属クラブ
- 広島市立白島小学校
- 広島市立幟町中学校
- 1958年 - 1960年 広島大学附属高校
- 1961年 - 1964年 中央大学
- 1965年 - 1972年 東洋工業

## 個人成績
| 国内大会個人成績 | 国内大会個人成績 | 国内大会個人成績 | 国内大会個人成績 | 国内大会個人成績 | 国内大会個人成績 | 国内大会個人成績 | 国内大会個人成績 | 国内大会個人成績 | 国内大会個人成績 | 国内大会個人成績 | 国内大会個人成績 |
| 年度             | クラブ           | 背番号           | リーグ           | リーグ戦         | リーグ戦         | リーグ杯         | リーグ杯         | オープン杯       | オープン杯       | 期間通算         | 期間通算         |
| 年度             | クラブ           | 背番号           | リーグ           | 出場             | 得点             | 出場             | 得点             | 出場             | 得点             | 出場             | 得点             |
| 日本             | 日本             | 日本             | 日本             | リーグ戦         | リーグ戦         | -                | -                | 天皇杯           | 天皇杯           | 期間通算         | 期間通算         |
| ---------------- | ---------------- | ---------------- | ---------------- | ---------------- | ---------------- | ---------------- | ---------------- | ---------------- | ---------------- | ---------------- | ---------------- |
| 1965             | 東洋             | 8                | JSL              | 13               | 7                | -                | -                |                  |                  |                  |                  |
| 1966             | 東洋             | 8                | JSL              | 14               | 9                | -                | -                |                  |                  |                  |                  |
| 1967             | 東洋             | 8                | JSL              | 13               | 11               | -                | -                |                  |                  |                  |                  |
| 1968             | 東洋             | 8                | JSL              | 14               | 8                | -                | -                |                  |                  |                  |                  |
| 1969             | 東洋             | 8                | JSL              |                  | 5                | -                | -                |                  |                  |                  |                  |
| 1970             | 東洋             | 8                | JSL              | 14               | 9                | -                | -                |                  |                  |                  |                  |
| 1971             | 東洋             | 8                | JSL              |                  | 4                | -                | -                | -                | -                |                  |                  |
| 1972             | 東洋             | 8                | JSL1部           |                  | 0                | -                | -                |                  |                  |                  |                  |
| 通算             | 日本             | 日本             | JSL              | 94               | 53               | -                | -                |                  |                  |                  |                  |
| 総通算           | 総通算           | 総通算           | 総通算           | 94               | 53               | -                | -                |                  |                  |                  |                  |

## 代表歴

### 出場大会
- 1966年アジア競技大会
- メキシコシティ五輪（1968年）[8]
- 1970 FIFAワールドカップ・予選

### 試合数
- 国際Aマッチ 12試合 5得点(1966-1970)

| 日本代表 | 国際Aマッチ | 国際Aマッチ | その他 | その他 | 期間通算 | 期間通算 |
| 年       | 出場        | 得点        | 出場   | 得点   | 出場     | 得点     |
| -------- | ----------- | ----------- | ------ | ------ | -------- | -------- |
| 1966     | 4           | 2           | 5      | 1      | 9        | 3        |
| 1967     | 1           | 1           | 3      | 0      | 4        | 1        |
| 1968     | 2           | 1           | 7      | 1      | 9        | 2        |
| 1969     | 4           | 1           | 13     | 1      | 17       | 2        |
| 1970     | 1           | 0           | 0      | 0      | 1        | 0        |
| 通算     | 12          | 5           | 28     | 3      | 40       | 8        |

### 出場
| No. | 開催日         | 開催都市         | スタジアム                 | 対戦相手       | 結果  | 監督       | 大会               |
| --- | -------------- | ---------------- | -------------------------- | -------------- | ----- | ---------- | ------------------ |
| 1.  | 1966年12月14日 | バンコク         |                            | マレーシア     | ○1-0  | 長沼健     | アジア大会         |
| 2.  | 1966年12月17日 | バンコク         |                            | タイ           | ○5-1  | 長沼健     | アジア大会         |
| 3.  | 1966年12月18日 | バンコク         |                            | イラン         | ●0-1  | 長沼健     | アジア大会         |
| 4.  | 1966年12月19日 | バンコク         |                            | シンガポール   | ○2-0  | 長沼健     | アジア大会         |
| 5.  | 1967年09月27日 | 東京都           | 国立霞ヶ丘競技場陸上競技場 | フィリピン     | ○15-0 | 長沼健     | オリンピック予選   |
| 6.  | 1968年03月31日 | メルボルン       |                            | オーストラリア | ●1-3  | 長沼健     | 国際親善試合       |
| 7.  | 1968年10月14日 | プエブラ         |                            | ナイジェリア   | ○3-1  | 長沼健     | オリンピック       |
| 8.  | 1969年10月10日 | ソウル           |                            | オーストラリア | ●1-3  | 長沼健     | ワールドカップ予選 |
| 9.  | 1969年10月12日 | ソウル           |                            | 韓国           | △2-2  | 長沼健     | ワールドカップ予選 |
| 10. | 1969年10月16日 | ソウル           |                            | オーストラリア | △1-1  | 長沼健     | ワールドカップ予選 |
| 11. | 1969年10月18日 | ソウル           |                            | 韓国           | ●0-2  | 長沼健     | ワールドカップ予選 |
| 12. | 1970年07月31日 | クアラルンプール |                            | 香港           | ●1-2  | 岡野俊一郎 | ムルデカ大会       |

### 得点数
| # | 年月日         | 開催地                     | 対戦国         | スコア | 結果 | 試合概要                      |
| - | -------------- | -------------------------- | -------------- | ------ | ---- | ----------------------------- |
| 1 | 1966年12月17日 | タイ、バンコク             | タイ           | 5-1    | 勝利 | 1966年アジア競技大会          |
| 2 | 1966年12月17日 | タイ、バンコク             | タイ           | 5-1    | 勝利 | 1966年アジア競技大会          |
| 3 | 1967年9月27日  | 日本、東京                 | フィリピン     | 15-0   | 勝利 | メキシコ五輪予選              |
| 4 | 1968年3月31日  | オーストラリア、メルボルン | オーストラリア | 1-3    | 敗戦 | 親善試合                      |
| 5 | 1969年10月12日 | 韓国、ソウル               | 韓国           | 2-2    | 引分 | 1970 FIFAワールドカップ・予選 |

## 註
1. 1 2 3  『元日本代表の桑原楽之氏が死去　メキシコ五輪で銅』（プレスリリース）日刊スポーツ、2017年3月2日。2017年3月30日閲覧。
2. 1 2 3  “国際親善試合”. 日本サッカー協会. 2017年3月30日閲覧。
3. ↑  桑原楽之氏死去（サッカー・メキシコ五輪日本代表） 時事ドットコム 2017年3月1日付
4. 1 2 3 4 5 6 7 8 9  週刊サッカーマガジン、1967年6月号、p38-41
5. ↑  “日本サッカー殿堂 掲額者 第19回オリンピック競技大会（1968/メキシコシティ）日本代表チーム”.   日本サッカー協会 (2024年5月28日). 2024年5月28日閲覧。
6. ↑  報知新聞運動部『サッカーへの招待』報知新聞社、1978年、p27
7. ↑  “元日本代表FWの桑原楽之氏が死去…メキシコ五輪銅メダルに貢献”.   ゲキサカ (2017年3月1日). 2019年12月20日閲覧。
8. ↑  “日本サッカー殿堂 掲額者 第19回オリンピック競技大会（1968/メキシコシティ）日本代表チーム”.   日本サッカー協会 (2024年5月28日). 2024年5月28日閲覧。